# 1-ва английска езикова гимназия
Първа английска езикова гимназия е средно училище с изучаване на чужди езици в София.
Старото име на гимназията (преди 1993 г.) е 114-а английска езикова гимназия „Лиляна Димитрова“ (съкратено 114 АЕГ).

## История
Създадена през 1958 г. в София като наследник на английския отдел към 35. гимназия с изучаване на руски език. От 1960 г. се намира в сградата на бул. „Дондуков“ №60, която споделя със 112 ОУ.
През 1978 г. става асоциирано към ЮНЕСКО училище.
Дълги години директор на гимназията е Бонка Бъчварова, заменена от Нели Младенова, а по-късно от Ирина Васева. През 2024 г. директор на Първа английска езикова гимназия става Александър Чакмаков, преподавател по английски език.
През 2008 г. е учредено сдружение „Алумни асоциация Първа английска езикова гимназия – София“, което обединява всички завършили гимназията. Алумни асоциацията осъществява дейност в частна полза на членовете си, както и в полза на всички учащи се или дипломирали се в гимназията, включително и в полза на нейни бивши и настоящи преподаватели, служители и ръководители, като между основните цели на асоциацията са развитието на мрежа от социални контакти, подпомагане на училищната дейност, на културните, спортните и социалните мероприятия, организирани или подкрепяни от гимназията, утвърждаване на обществения престиж и популярност на гимназията.

## Ученически клубове
- Клуб ООН – клуб за всеки любител на международните отношения, политика и икономика. Организират симулационни игри „модели“ на различни органи, като участниците в тях влизат в ролята на делегат, представящ конкретна нация и решаването на проблеми от световен мащаб. Членовете на клуба развиват умения като дипломация, ораторско майсторство и критично мислене.
- Авиоклуб Young Wings – клуб за любителите на авиацията и космонавтиката. (Неактивен)
- Акробатичен рокендрол състав
- Вокална група
- Debates Club FELS Sofia – клуб за дебати. Отборите на клуба са традиционно на челните места на национални и международни състезания.
- Духов оркестър – Съставен от повече от 30 членове. Инструментите, между които учениците могат да избират, са тромпет, тромбон, алтхорна, туба, кларинет, флейта, басфлигорна, ударни, пиколо флейта, саксофон и др.
- Eco-Bio Club "Green Clover" FELS – клуб за екология и опазване на околната среда
- Fashion Design Club FELS – клуб за мода (Неактивен)
- Interact club Sofia-Tangra FELS – част от Ротари клуб Д2482
- Клуб към Българския младежки Червен кръст
- Клуб International
- Клуб ЮНЕСКО
- „Кулинарни експерти“ – клуб по кулинария
- Мажоретките на Първа АЕГ
- Машините – клуб за ърбън и хип-хоп танци (Неактивен)
- Модел на Европейския Парламент (МЕП) – създаден през 1994 година, за да представи на младите хора процеса на европейската интеграция и да засили интереса им към европейската принадлежност.
- Our Ingenious Care (OIC) FELS – клуб за защита на животните. OIC спонсорира Софийския зоопарк и е осиновител на чернобелите лемури, обитаващи зоологическата градина.
- PTPI – The Doves Chapter – The Doves Chapter е ученически клон на основаната през 1956 г. от американския президент Дуайт Айзенхауер организация People to People International (PTPi).
- Photoclub FELS – клуб за фотография
- Спортни отбори – волейбол, футбол, баскетбол, петанк, тенис, шахмат
- Състав за народни танци – съставът участва на мероприятия и събори в София и страната.
- Zelen Domat Newspaper – журналистическият клуб на Първа АЕГ, издаващ едноименния вестник.

## Възпитаници
- Андрей Цеков – министър на регионалното развитие и благоустройството (2023 – ), заместник-министър на финансите (2021 – 2022), юрист и политик
- Вяра Анкова – журналист
- Владимир Атанасов – икономист, преподавател
- Васил Терзиев – бизнесмен, кмет на София
- Филип Боков – дипломат, политик
- Ирина Бокова – дипломат, политик
- Иван Кръстев – политолог
- Илиян Василев – дипломат
- Петър Бонев – актьор, фотограф и графичен дизайнер
- проф. Георги Близнашки - юрист, преподавател, министър-председател на България
- Николай Василев – философ, политик, министър на образованието и науката (1991 – 1992)
- Борис Велчев – юрист, главен прокурор, председател на Конституционния съд
- Георги Ганев – икономист
- Петко Георгиев – журналист
- Илия Григоров – един от членовете на ЛОГО5
- Румен Даскалов (р. 1958), историк
- Константин Димитров – дипломат и политик
- доц. д-р Преслав Димитров – икономист и преподавател
- Филип Димитров – политик, министър-председател на България (1991 – 1992)
- Борислав Дионисиев – предприемач
- Огнян Дойнов – политик и дипломат
- Валентин Златев – бизнесмен
- Анри Кисиленко – писател и психиатър
- Румяна Коларова – политолог, доцент в СУ „Св. Кл. Охридски“
- Любов Костова – директор на Британския съвет
- Чавдар Кънчев – банкер
- Любомир Кючуков – политик и дипломат
- Йордан Лозанов – журналист
- Даниел Лорер – предприемач, министър на иновациите и растежа (2021 – 2022)
- Вени Марковски – интернет пионер
- Николай Зотов – Професор физик
- Николай Младенов – политик, министър на външните работи (2010 – 2013)
- Неделчо Неделчев – финансист
- Георги Папакочев – журналист и фотограф
- Савина Николова – главен редактор на издателство Orange Books
- Атанас Папаризов – политик
- Георги Пирински – политик
- Елена Поптодорова – дипломат и политик
- Николай Радев – икономист
- Ирина Русева – журналист
- Крум Савов – журналист
- Мария Стефанова – журналист
- Николай Стоилов – актьор и писател
- Яна Бюрер Тавание – журналист, правозащитник
- Стефан Кючуков – адвокат
- Тодор Танев – професор в СУ „Св. Кл. Охридски“, министър на образованието и науката (2014 – 2016)
- Панайот Танчев – професор по ортопедия и травматология, МУ – София
- Росица Ташева – литературен преводач и писател
- Даниел Томов – финансист
- Трайчо Трайков – министър на икономиката, енергетиката и туризма (2009 – 2012), кмет на район „Средец“
- Илко Шивачев – дипломат
- Стефан Гладилов – професор от МУ-София